# 5 décembre 1987
Le samedi 5 décembre 1987 est le 339e jour de l'année 1987.

## Naissances
- A. J. Pollock, joueur américain de baseball
- Chris Rearick, joueur américain de baseball
- Edin Cocalić, joueur de football bosnien
- Erand Hoxha, acteur albanais
- Johannah Leedham, joueuse de basket-ball britannique
- Mariana Torres, actrice mexicaine
- Takuma Abe, footballeur japonais

## Décès
- Bobby Garrett (né le 16 août 1932), joueur de football américain
- Leonid Dimov (né le 11 janvier 1926), écrivain roumain
- Robert Lussac (né le 6 juillet 1902), acteur belge

## Événements
- Inauguration du pont Rama IX à Bangkok (Thaïlande)